# Centaurea finazzeri
Centaurea finazzeri là một loài thực vật có hoa trong họ Cúc. Loài này được Adamović mô tả khoa học đầu tiên năm 1905.